# Felix Holzner
Felix Holzner (* 4. Juni 1985 in Belzig, Bezirk Potsdam) ist ein deutscher ehemaliger Fußballspieler und heutiger -trainer. Er spielte als Mittelfeldspieler oder Verteidiger.

## Karriere
Felix Holzner spielte seit 1991 in der Nachwuchsabteilung des FC Carl Zeiss Jena. Er rückte 2004 in die erste Mannschaft auf, die damals in der Fußball-Oberliga Nordost spielte. Der junge Mittelfeldspieler stieg mit Jena 2005 in die Regionalliga Nord auf, wo man 2006 gleich den Durchmarsch in die 2. Bundesliga erreichte. Seine ersten Einsätze in der zweiten Liga hatte Holzner im Dezember 2006. Trotz zweier Kreuzbandrisse 2008 und 2009 gehörte Holzner bis 2011 zum Kader des FC Carl Zeiss Jena, der zuletzt in der 3. Liga spielte. Im Mai 2011 gab er bekannt, nach Ablauf seine Vertrages am 30. Juni 2011 seine Karriere aufgrund anhaltender Verletzungsprobleme zu beenden.

### Als Trainer
Holzner wurde nach seinem Karriereende Trainer der U-13 Mannschaft von FC Carl Zeiss Jena.

## Persönliches
Neben seiner Karriere als Trainer, arbeitet er in Jena als Physiotherapeut.